# 서초고등학교
서초고등학교(瑞草高等學校)는 대한민국 서울특별시 서초구 서초동에 위치한 강남 8학군 공립 고등학교이다.

## 학교 연혁
- 1984년 1월 12일 : 서초여자고등학교 설립인가(36학급)
- 1984년 1월 13일 : 초대 김영의 교장 취임
- 1984년 3월 6일 : 입학식(12학급)
- 1984년 3월 27일 : 교사 건축 1차 준공
- 1984년 4월 18일 : 개교식 거행
- 1985년 2월 15일 : 서초고등학교로 개편
- 2002년 9월 30일 : 정보화센터 및 체육관 준공
- 2020년 9월 1일 : 제13대 모상기 교장 취임
- 2022년 2월 9일 : 제36회 졸업식(290명)
- 2022년 3월 2일 : 제39회 입학식(276명)

## 참고 자료
- 서초고등학교 - 한국교육학술정보원 학교알리미